# Albert Rose (Physiker)
Albert Rose (* 30. März 1910 in New York City; † 26. Juli 1990) war ein US-amerikanischer Physiker. Er ist für Entwicklungen auf dem Gebiet von Bildaufnahmeröhren für Fernsehen und Video bekannt und für Bilderkennung unter Rauschen.
Rose studierte Physik an der Cornell University mit dem Bachelor-Abschluss 1931 und der Promotion 1935. Danach ging er zu RCA, wo er Bildröhren für Fernsehkameras entwickelte (Orthikon, Image-Orthikon, später Videocon). Das Orthikon wurde von ihm und Kollegen 1937 entwickelt und auf der Weltausstellung in New York 1939 für Fernsehaufnahmen benutzt. Ab 1942 entwickelte er mit Harold Law und Paul K. Weimer an den neu gegründeten RCA Laboratorien in Princeton das Image-Orthikon. Im Zweiten Weltkrieg wurde es für Versuche zur Raketenlenkung bei der US Navy benutzt und war nach dem Zweiten Weltkrieg für zwanzig Jahre Basis von Fernsehkameras weltweit. 1955 bis 1957 leitete er die neu gegründeten RCA Laboratorien in Zürich. 1975 ging er bei RCA in den Ruhestand, war aber weiter als Berater aktiv.
Er untersuchte die Erkennbarkeit von Fernsehbildern und allgemein von Bildern mit Rauschanteil. Dabei fand er heraus, dass Menschen einzelne Bildelemente noch sicher identifizieren konnten, falls deren Signal-Rausch-Verhältnis mindestens 5 betrug (Rose-Kriterium). Außerdem führte er das Konzept der Detective Quantum Efficiency (DQE) für Bildaufnahmegeräten unter Einfluss von Rauschen ein. 
1979 erhielt er die IEEE Edison Medal und er erhielt den IEEE Morris N. Liebmann Memorial Award. Er war Fellow der IEEE und der American Physical Society. 1959 wurde er Fellow bei RCA. 1958 erhielt er den RCA David Sarnoff Outstanding Achievement Award in Science and Engineering und die David Sarnoff Gold Medal Award der Society of Motion Picture and Television Engineers. 
Er hielt über 40 US Patente.

## Schriften
- Vision: Human and Electronic, Plenum Press 1973
- Concepts of photoconductivity and allied problems, Interscience 1963